# Ichtyoselmis macrantha
Ichtyoselmis macrantha – gatunek z monotypowego rodzaju Ichtyoselmis M. Lidén et T. Fukuhara in M. Lidén et al., Pl. Syst. Evol. 206: 415. 18 Jun 1997 z rodziny makowatych (Papaveraceae) i podrodziny dymnicowych Fumarioideae. Występuje w Chinach i północnej Mjanmie. Rośnie w lasach i na polanach, też w miejscach przekształconych, na stanowiskach wilgotnych, ale na glebach przewiewnych. Roślina używana w chińskiej medycynie ludowej.

## Morfologia
PokrójBylina z dość cienkim i długim kłączem.
ŁodygaRozgałęziona, naga osiągająca 0,60-1,50 m wysokości. W dole jest bezlistna, w górze ze zgrubiałych węzłów wyrastają 2–4 liście ułożone skrętolegle.
LiścieOgonki liściowe liści odziomkowych osiągają od 10 do 50 cm długości, u liści łodygowych 5–15 cm. Blaszka liściowa sina od spodu, zielona z wierzchu o zarysie szeroko trójkątnym ma do 20 cm długości. Jest dwu- lub trzykrotnie trójdzielna z poszczególnymi listkami wyrastającymi na własnych ogonkach, owalnymi, ząbkowanymi regularnie na brzegach, osiągającymi 3–9 cm długości i do 4 cm szerokości.
KwiatyZebrane po 3–14 w zwisające kwiatostany. Przysadki równowąskie, od 3 do 8 mm długie. Szypułki długości 1–2 cm. Kwiaty z dwiema płaszczyznami symetrii. Korona koloru kości słoniowej do jasno żółtej ma do ok. 5 cm długości i ponad 1 cm szerokości. Zewnętrzne płatki u nasady są płytko, woreczkowato rozszerzone. Na szczycie są słabo wywinięte na zewnątrz. Pręciki niemal wolne – tylko luźno połączone są w dwie grupy po trzy, przy czym u nasady środkowego z nich znajduje się miodnik. Szyjka słupka trwała, zakończona wydłużonym i liściokształtnym znamieniem, lekko podzielonym na dwa płaty u szczytu.
OwocTorebka wąskoeliptyczna o długości 5–7 cm i szerokości 0,5–0,8 cm. Zawiera liczne (do 100) nasiona, owalne, lekko spłaszczone, o średnicy ok. 1,5 mm, opatrzone elajosomem.

## Systematyka
Pozycja systematyczna według Angiosperm Phylogeny Website (aktualizowany system APG III z 2009)
Takson z podplemienia Corydalinae, plemienia Fumarieae, podrodziny dymnicowych Fumarioideae, rodziny makowatych Papaveraceae zaliczanej do rzędu jaskrowców (Ranunculales) i wraz z nim do okrytonasiennych.